# Мамма

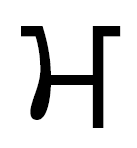

Мамма, ਮ (в.-пандж. ਮੱਮਾ), мим (шахмукхи میم) — ма, 30-я буква алфавита гурмукхи, обозначает губно-губной носовой согласный. Графически наиболее близка букве сасса, аналогичная близость букв «ма» и «са» характерна для всех североиндийских алфавитов.

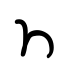
Мамма рукописная